# Bothriurus rochensis
Espèce
Bothriurus rochensis est une espèce de scorpions de la famille des Bothriuridae.

## Distribution
Cette espèce est endémique d'Uruguay,.

## Étymologie
Son nom d'espèce, composé de roch[a] et du suffixe latin -ensis, « qui vit dans, qui habite », lui a été donné en référence au lieu de sa découverte, le département de Rocha.

## Publication originale
- San Martín, 1965 : Escorpiofauna uruguaya II. Bothriurus rochensis, nueva especie de Bothriuridae del Uruguay. Comunicaciones Zoológicas del Museo de Historia Natural de Montevideo, vol. 8, no 106, p. 1-22.